# 792 Metcalfia
Metcalfia (asteroide 792) é um asteroide da cintura principal com um diâmetro de 60,73 quilómetros, a 2,272066 UA. Possui uma excentricidade de 0,1331028 e um período orbital de 1 549,79 dias (4,24 anos).
Metcalfia tem uma velocidade orbital média de 18,39780744 km/s e uma inclinação de 8,60962º.
Esse asteroide foi descoberto em 20 de Março de 1907 por Joel Metcalf.